# 습도 다소 높음
《습도 다소 높음》은 2021년에 개봉한 대한민국의 영화이다.

## 캐스팅
- 이희준 : 젊은 그대 감독 역
- 백승환 : 젊은 그대 수행비서 승환 역
- 고주환 : 젊은 그대 남주인공 주환 역
- 차유미 : 젊은 그대 여주인공 지혜 역
- 김충길 : 낭만극장 직원 역
- 신민재 : 낭만극장 주인 역
- 이자은 : 소개팅녀 역
- 고성완 : 승환 큰형 역
- 최영 : 승환 작은형 역
- 전찬일 : GV진행자 역
- 티나 : 외국인 역
- 박원진 : 젊은그대 지혜 큰오빠 역
- 조준희 : 젊은 그대 지혜 작은오빠 역
- 박민영 : 젊은그대 무용수 역
- 이주예 : 주환 여자친구 역
- 이채 : 주선자 역
- 이주미 : 카페 여사장 역
- 방울이, 초롱이 : 동네 강아지들